# Hipposideros orbiculus
Hipposideros orbiculus (Francis, Kock, & Habersetzer, 1999) è un pipistrello della famiglia degli Ipposideridi diffuso nell'Ecozona orientale.

## Descrizione

### Dimensioni
Pipistrello di piccole dimensioni, con la lunghezza dell'avambraccio tra 46 e 49 mm, la lunghezza della coda tra 26 e 34 mm, la lunghezza delle orecchie tra 20 e 23,5 mm e un peso fino a 10,3 g.

### Aspetto
Il colore generale del corpo è marrone scuro. Le orecchie sono grandi, scure e arrotondate. La foglia nasale presenta una porzione anteriore priva di fogliette supplementari, un setto nasale ingrandito e di forma discoidale che copre quasi completamente le narici, una porzione posteriore con tre setti verticali che la dividono in quattro celle. Le membrane alari sono scure. La coda è lunga e si estende leggermente oltre l'ampio uropatagio. 

### Ecolocazione
Emette ultrasuoni ad alto ciclo di lavoro sotto forma di impulsi a frequenza costante di 80 Khz.

## Biologia

### Alimentazione
Si nutre di insetti.

## Distribuzione e habitat
Questa specie è diffusa nella Penisola malese e sull'isola di Sumatra.
Vive nelle foreste pluviali di pianura.

## Conservazione
La IUCN Red List, considerato l'areale limitato a solo due località e il continuo declino nell'estensione e nella qualità del proprio habitat, classifica H.orbiculus come specie in pericolo di estinzione (Endangered).